# Laurel Bay
Laurel Bay is een plaats (census-designated place) in de Amerikaanse staat South Carolina en valt bestuurlijk gezien onder Beaufort County.

## Demografie
Bij de volkstelling in 2000 werd het aantal inwoners vastgesteld op 6625.

## Geografie
Volgens het United States Census Bureau beslaat de plaats een oppervlakte van
14,5 km², waarvan 12,2 km² land en 2,3 km² water. Laurel Bay ligt op ongeveer 1 m boven zeeniveau.

## Plaatsen in de nabije omgeving
De onderstaande figuur toont nabijgelegen plaatsen in een straal van 20 km rond Laurel Bay.